# Carlos Maia Pinto
Carlos Henriques da Silva Maia Pinto (Porto, 5 juin 1866 - Foz do Douro, 2 novembre 1932), plus communément appelé Carlos Maia Pinto, est un officier d'armée et homme d'État républicain portugais au cours de la Première République portugaise qui, entre autres postes, est Président du ministère.